# Истакомитан (муниципалитет)
Истакомита́н (исп. Ixtacomitán) — муниципалитет в Мексике, штат Чьяпас, с административным центром в одноимённом городке. Численность населения, по данным переписи 2020 года, составила 10 961 человек.

## Общие сведения
Название Ixtacomitán с языка науатль можно перевести как большая лихорадка.
Площадь муниципалитета равна 125,3 км², что составляет 0,2 % от площади штата, а наиболее высоко расположенное поселение Эль-Эскобаль, находится на высоте 757 метров.
Он граничит с другими муниципалитетами Чьяпаса: на востоке с Истапангахоей и Солосучьяпой, на юге с Чапультенанго, и на западе и севере с Пичукалько.

## Учреждение и состав
Муниципалитет был образован в 1922—1923 годах, по данным 2020 года в его состав входит 59 населённых пунктов, самые крупные из которых:
| Код INEGI                  | Населённый пункт                                                                         | Численность населения (2005 год) | Численность населения (2010 год) | Численность населения (2020 год) |
| -------------------------- | ---------------------------------------------------------------------------------------- | -------------------------------- | -------------------------------- | -------------------------------- |
| 043                        | Всего                                                                                    | 9696                             | 10176                            | 10961                            |
| 0001                       | Истакомитан (исп. Ixtacomitán) 17°25′51″ с. ш. 93°05′48″ з. д. (административный центр)  | 4491                             | 4835                             | 5309                             |
| 0009                       | Эмилиано-Сапата (исп. Emiliano Zapata) 17°27′33″ с. ш. 93°06′02″ з. д.                   | 579                              | 540                              | 645                              |
| 0023                       | Сан-Антонио-де-лас-Ломас (исп. San Antonio de las Lomas) 17°27′52″ с. ш. 93°05′36″ з. д. | 362                              | 434                              | 449                              |
| 0016                       | Матаморос-1 (исп. Matamoros 1ra. Sección) 17°23′26″ с. ш. 93°05′49″ з. д.                | 401                              | 410                              | 442                              |
| 0010                       | Эль-Эскобаль (исп. El Escobal) 17°22′12″ с. ш. 93°07′44″ з. д.                           | 380                              | 403                              | 441                              |
| 0003                       | Эль-Ареналь (исп. El Arenal) 17°24′48″ с. ш. 93°06′30″ з. д.                             | 301                              | 378                              | 429                              |
| —                          | Прочие                                                                                   | 3182                             | 3176                             | 3246                             |
| Названия на карте Генштаба |                                                                                          |                                  |                                  |                                  |

## Экономическая деятельность
По статистическим данным 2000 года, работоспособное население занято по секторам экономики в следующих пропорциях:
- сельское хозяйство, скотоводство и рыбная ловля — 48,7 %;
- промышленность и строительство — 11,5 %;
- торговля, сферы услуг и туризма — 38 %;
- безработные — 1,8 %.

### Сельское хозяйство
Основная выращиваемая культура: какао, кофе, кукуруза, бобы и фрукты.

### Животноводство
В муниципалитете разводится крупный рогатый скот, с которого получают до 600 тонн мяса и 1300 литров молока в год.

### Промышленность
Существует предприятие по изготовлению изделий из резины.

### Лесозаготовка
Основная заготавливаемая древесина: испанский кедр, бокоте и энтеролобиум.

## Инфраструктура
По статистическим данным 2020 года, инфраструктура развита следующим образом:
- электрификация: 96,4 %;
- водоснабжение: 77,9 %;
- водоотведение: 98 %.

## Туризм
Основными достопримечательностями являются природные пейзажи на реке Рио-Гранде, водопады Эль-Чарро, а также церковь Святой Троицы, построенная в первой половине XVII века.